# 毛细现象

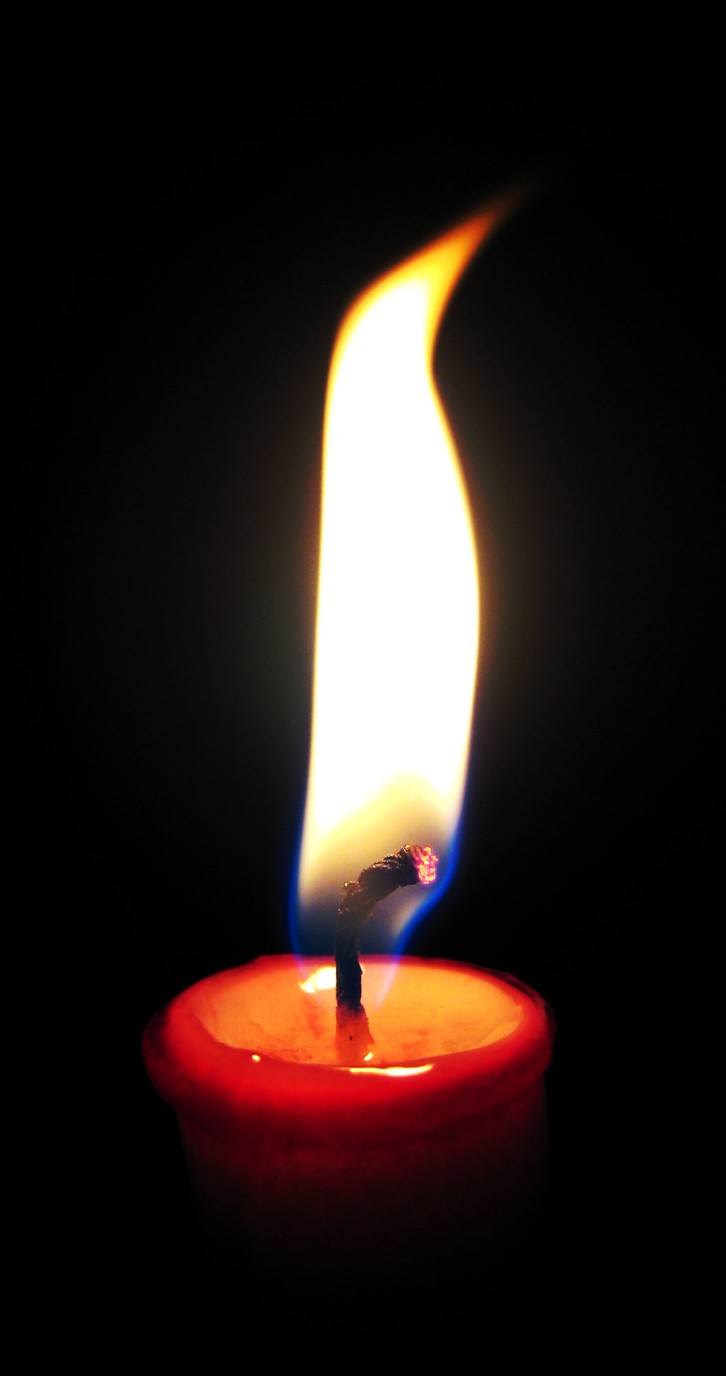
蠟燭燃燒時，体现了毛細作用。

毛細現象（又稱毛細管作用）是指液體在細管狀物體或多孔物體內部，由「液體與物體間附著力」和「因液體分子間內聚力而產生的表面張力」組合而成，令液體在不需施加外力的情況下，流向細管狀物體或細縫的現象；該現象可以令液體克服地心引力而上升。此屬於一種液體界面現象。
常見的是液體和固體之間的附著力大於液體本身內聚力的情況，如：布料、維管束組織、毛筆、多孔物體吸水、蠟油沿著棉線上升。而毛細管本身則是內徑等於或小於1毫米的細管，主要用於醫事檢驗及建築材料上，一般非專業人員反而較少見。（註：植物根部吸收的水分能夠經由莖內維管束上升，除了利用毛細現象外，最主要的原因是蒸散作用）。

## 水的毛細現象

由於表面張力與附著力的差異，水在毛細管中，中央較四周凹下；汞在毛細管中，中央較四周凸起。

毛細管常被用來說明毛細現象，當垂直的細玻璃管底部置於液體中（例如水）時，管壁對水的附著力便會使液面四周稍比中央高出一些；直到液體表面張力已經無法克服其重量時，才會停止繼續上升。在毛細管中，液柱重量與管徑的平方成正比，但是液體與管壁的接觸面積只與管徑成正比；這使得較窄的毛細管吸水會比較寬的毛細管來得高。例如，一根管徑0.5毫米的玻璃細管，理論上能夠將水抬升2.8厘米，但實際觀察時其高度會略低些。

## 汞的毛細現象
在某些液體與固體的組合中，與毛細管吸水的狀況略為不同，例如細玻璃管與水銀（汞），汞柱本身的原子內聚力大於汞柱與管壁之間的附著力，故汞柱液面中央會稍比四周凸起，這和毛細管吸水的狀況恰為相反。

## 毛細現象應用

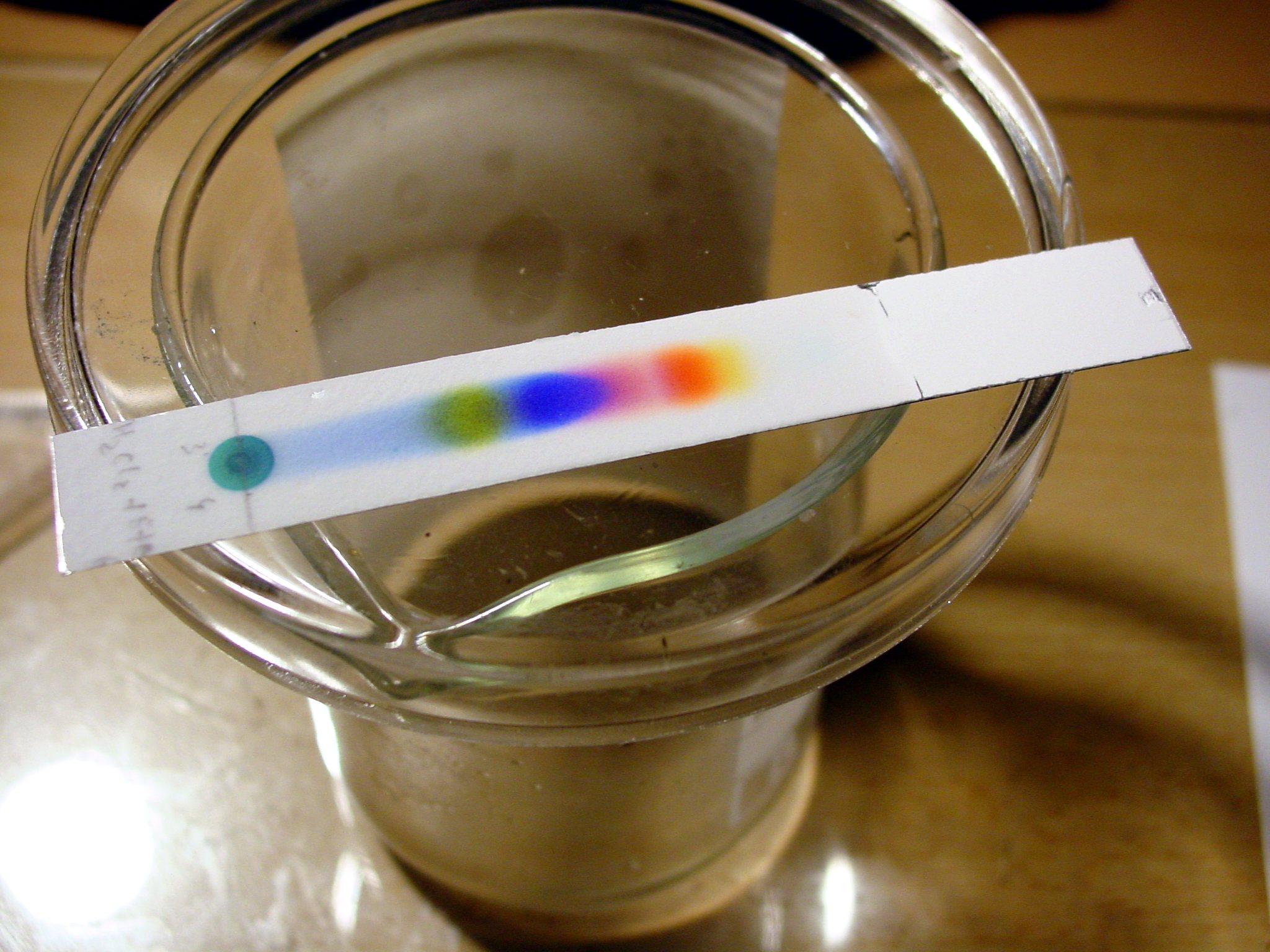
化學上的薄板層析利用了毛細現象。

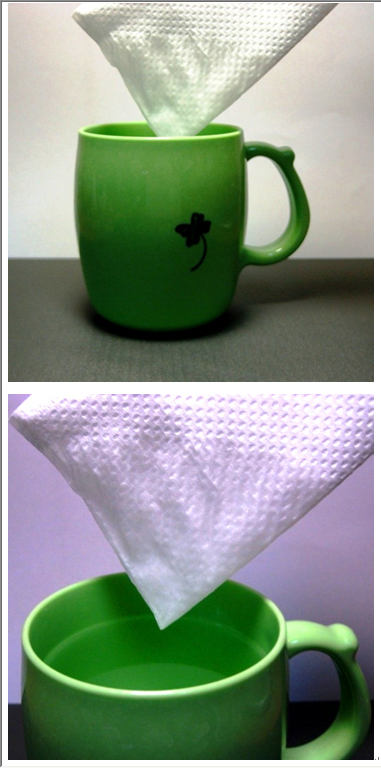
紙巾透過毛細現象，將水充分吸收。

- 在水文學中，毛細現象常用來解釋土壤對水的吸引力；在土壤中，水分會由較潮溼處移動到乾燥處，即是毛細現象所致。
- 毛細現象也是眼淚能夠自眼睛不斷流出的必要因素。
- 現今某些材質的運動衣料，會透過毛細現象吸汗。
- 化學家常利用毛細現象來進行薄板層析（薄板色譜分析）。
- 自来水笔的笔管也是通过毛细现象维持笔头湿润
- 紙巾即是透過毛細現象吸收液體，其充滿細孔的材質使得液體能夠被紙巾吸收。
- 海綿有非常多的細小孔洞（相當於毛細管），這使得海綿能夠吸收大量的液體。
- 蠟燭芯將蠟引到火附近。

## 公式
液柱上升高度是：
{\displaystyle h={{2\gamma \cos {\theta }} \over {\rho gr}}}
此處：
γ = 表面張力係數
θ = 接觸角
ρ = 液體密度
g = 重力加速度
r = 細管半徑
當θ>90度，這表示彎液面為凸面；同時h<0，表示流體在毛細管下降，即汞在玻璃管的情況。
對於在海平面上，裝了水的玻璃管，
γ = 0.0728 J m-2
θ = 20°
ρ = 1000 kg m-3
g = 9.8 m s-2
液柱高度為：
{\displaystyle h\approx {{1.4\times 10^{-5}} \over r}\ {\mbox{m}}} .
根據此方程式，理論上在半徑1米的管中，水可以上升0. 000 014米（因此極不容易被察覺）；另外在半徑1厘米的管中，水可以上升0.14厘米；而在半徑0.1毫米的毛細管中，水可以上升140毫米。

### 推導
- 方法一：考慮表面張力的力

{\displaystyle 2\pi r\gamma \cos \theta =\rho gh\pi r^{2}\;}.
其中
表面張力引起的力為{\displaystyle F=2\pi r\gamma \;}，而其垂直向上的部分為{\displaystyle F\cdot \cos \theta \;}；
升起的液體部分的體積為{\displaystyle V=\pi r^{2}h\;}，其重量（重力的作用力）為{\displaystyle \rho Vg\;}；。
- 方法二：考慮流體內非常接近彎液面的點A和非常接近毛細管外表面的點B的壓力，按伯努利定律有：

{\displaystyle P_{0}-{\frac {2\gamma }{R}}+\rho gh=P_{0}}
其中，R為彎液面的半徑，{\displaystyle R={\frac {r}{\cos \theta }}}；{\displaystyle P_{0}=P_{A}=P_{B}}則為大氣壓力。

### 两块玻璃板之间的毛细管上升
层厚度（d）与高程高度（h）的乘积是常数（d·h =常数），这两个量成反比。 平面之间的液体表面是双曲线。 

两块玻璃板之间的水
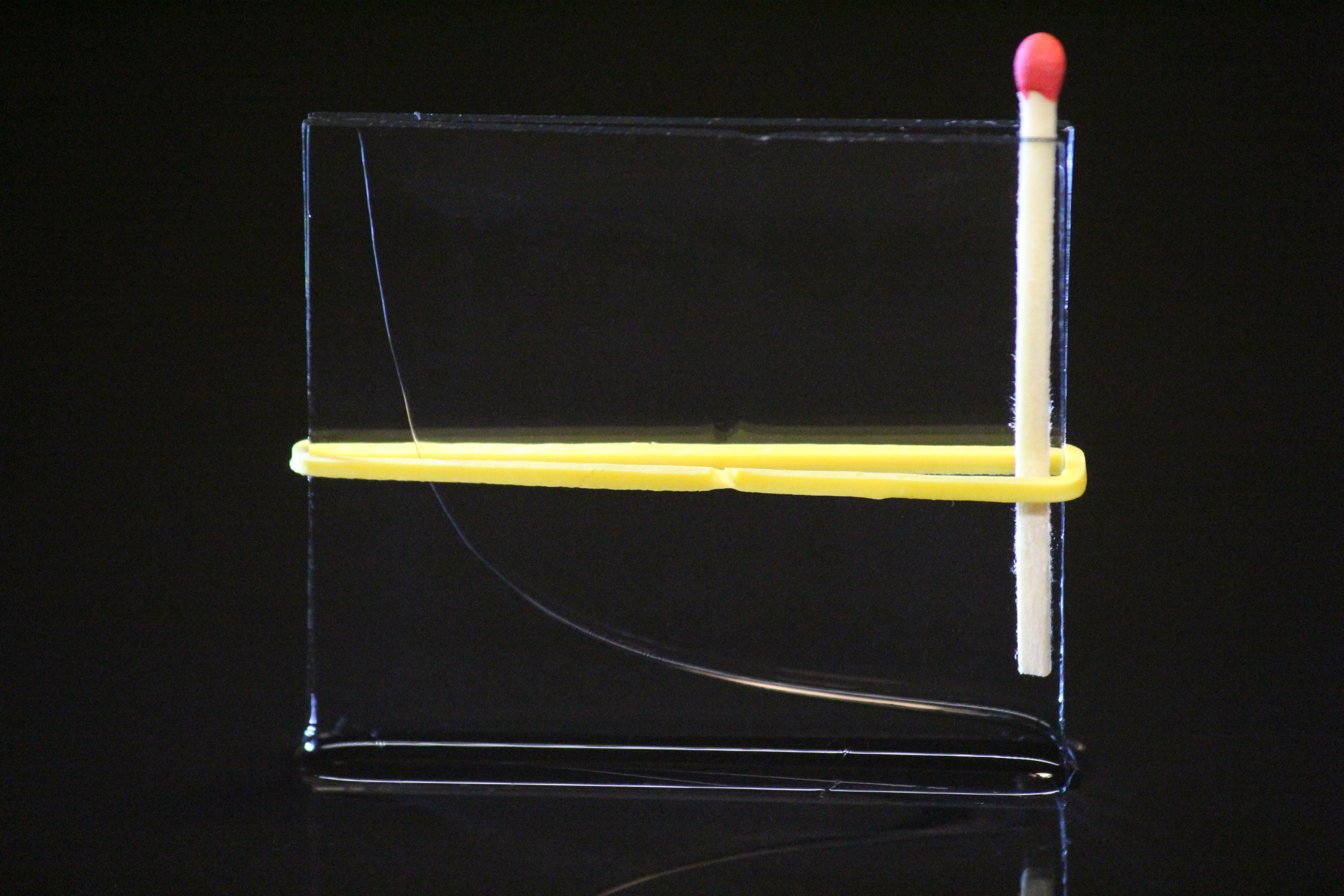
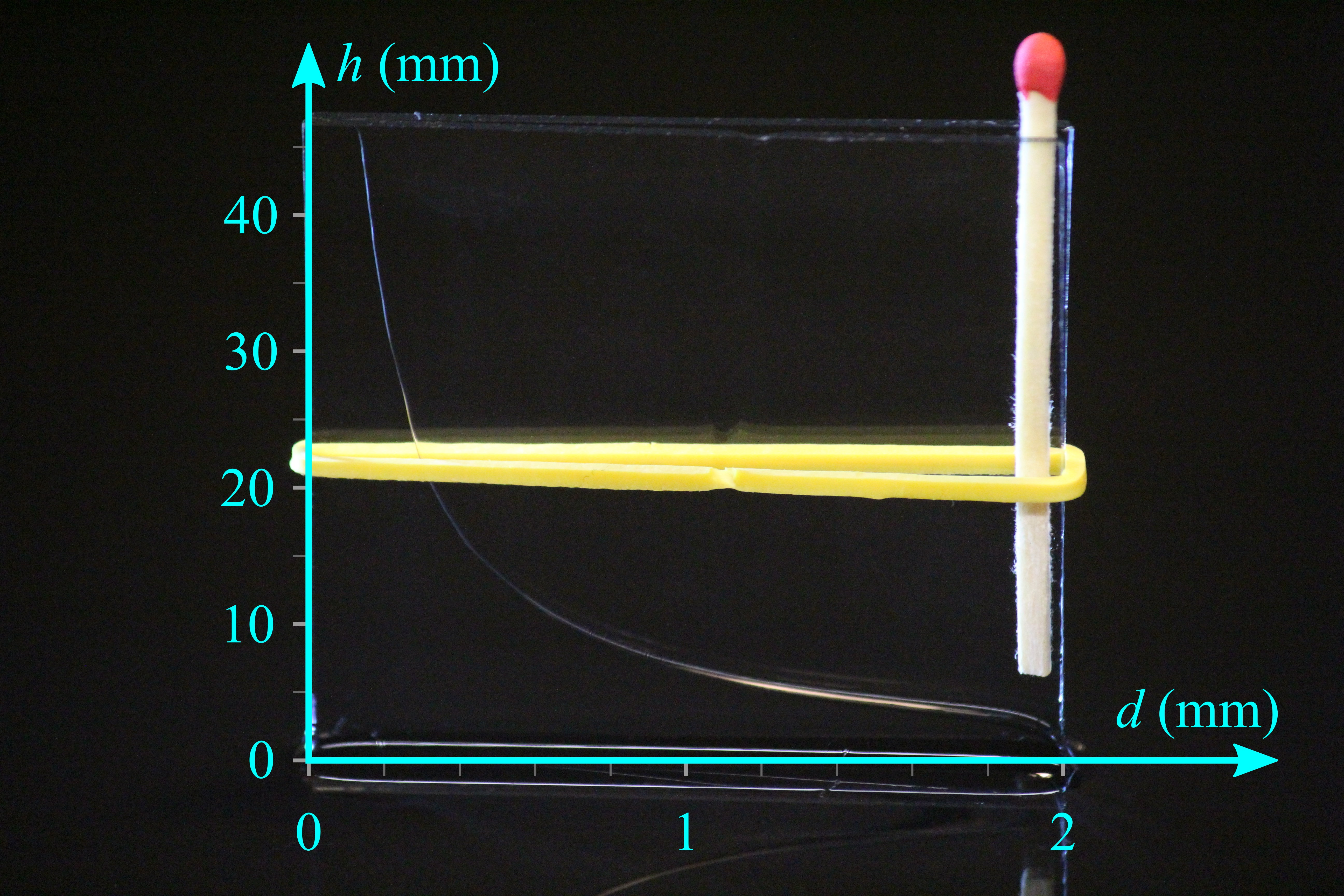
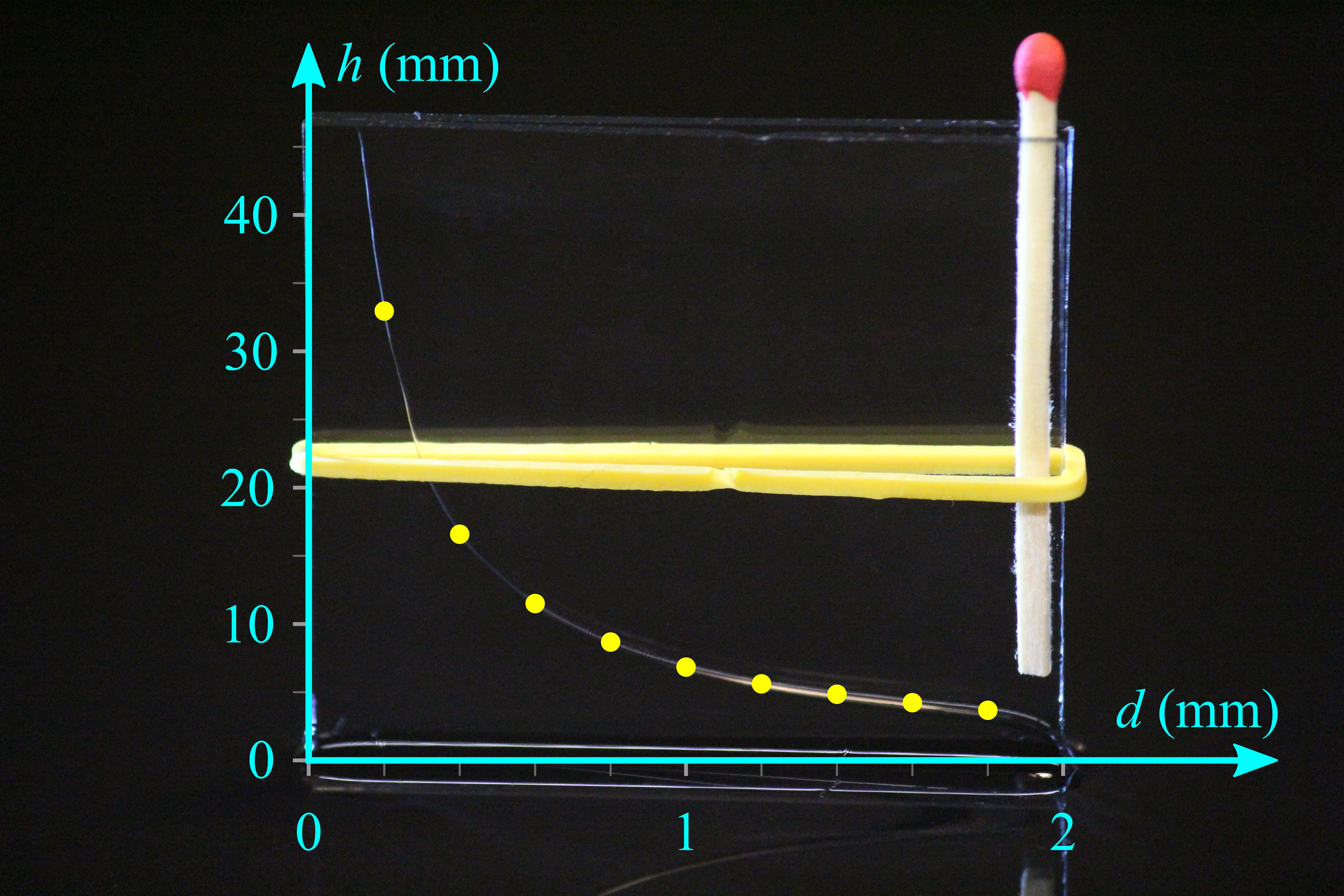
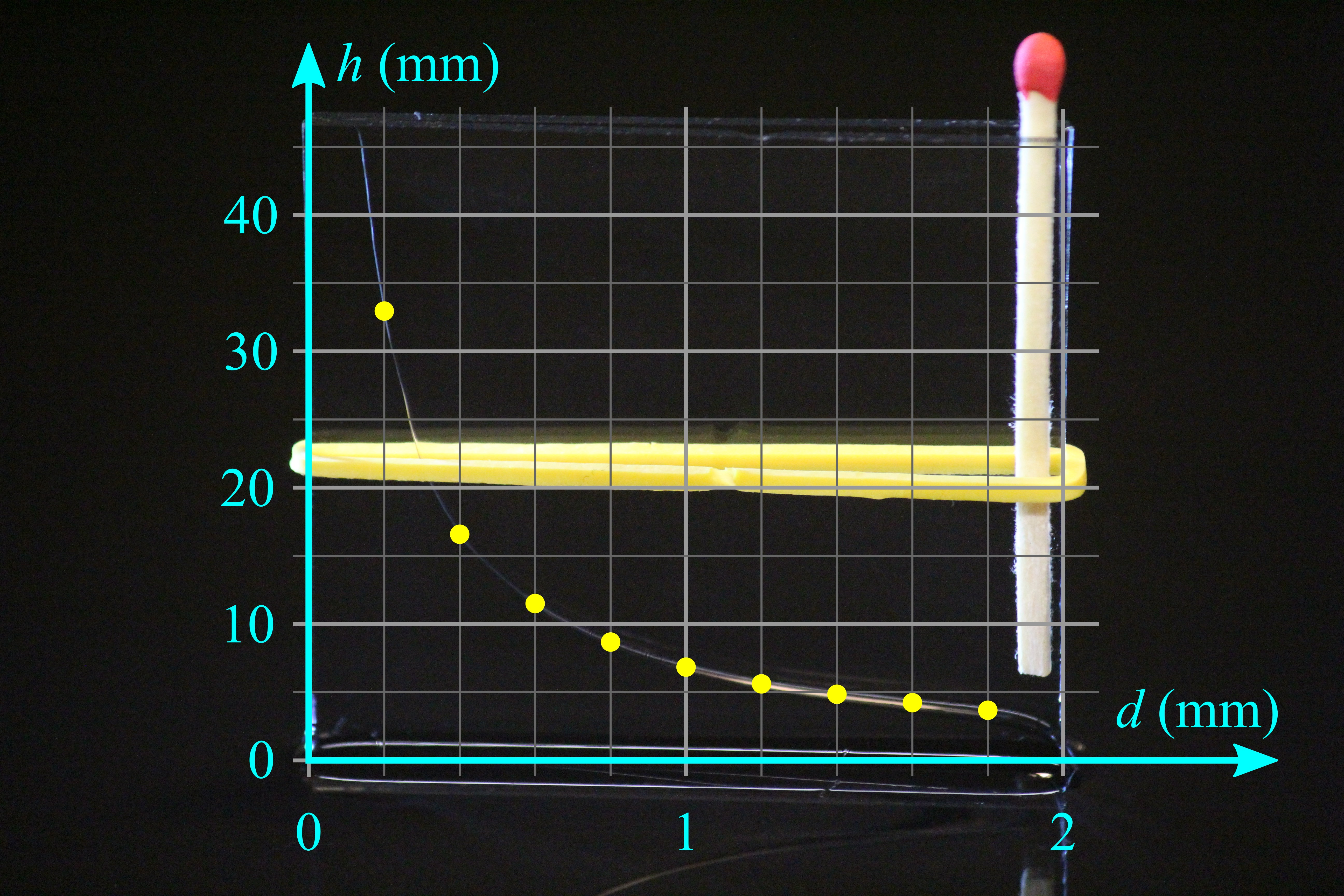
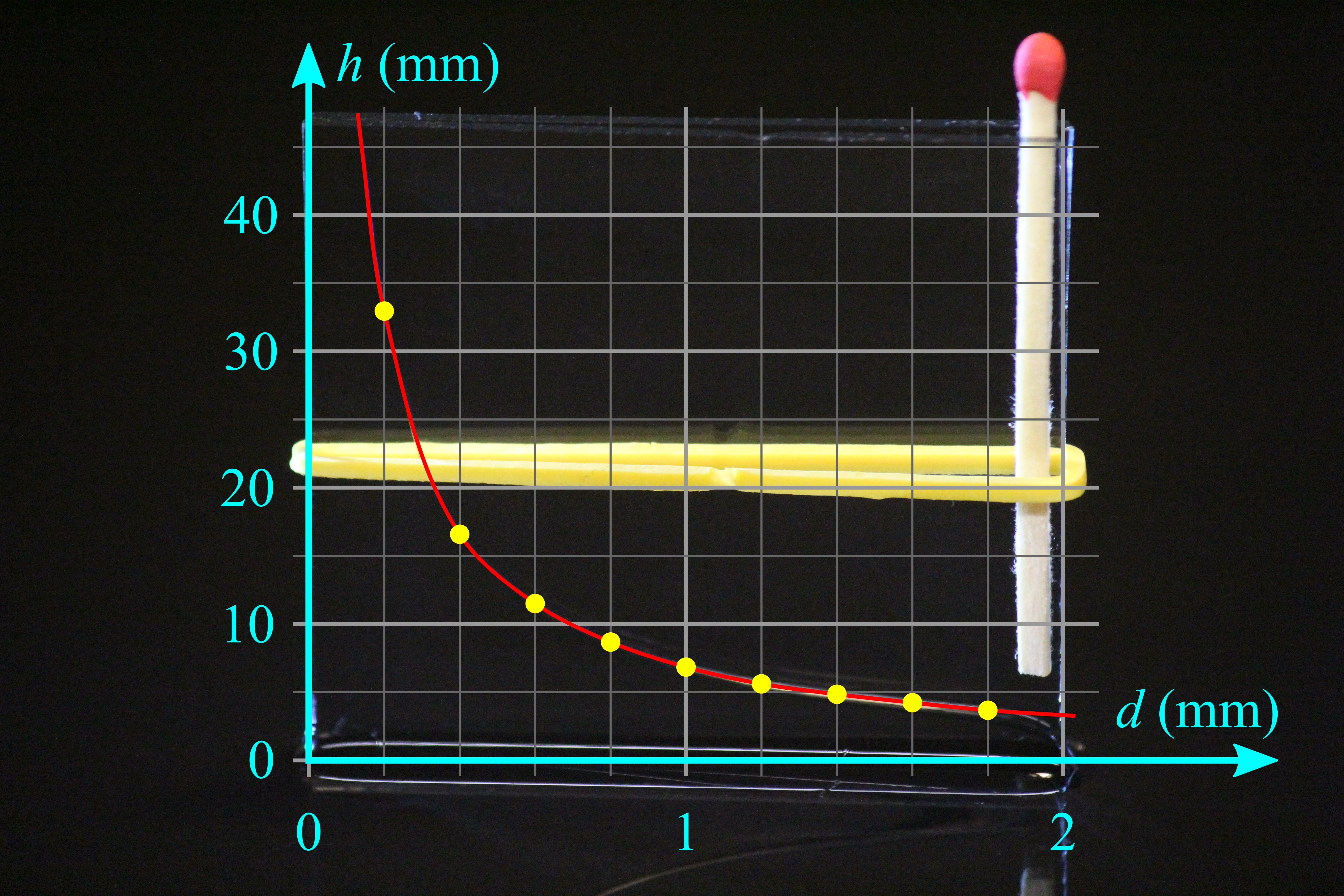
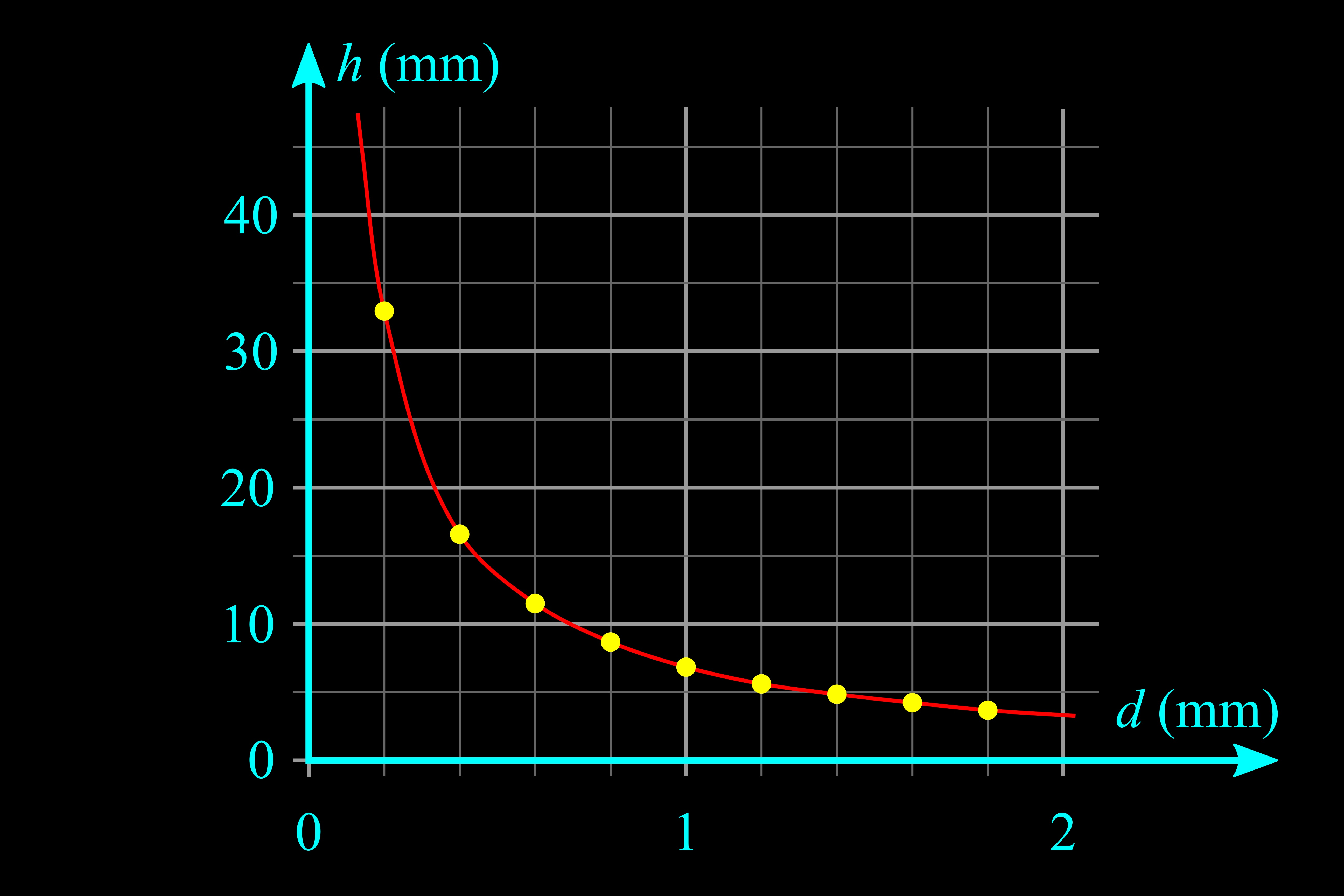